# 毛果苞序葶苈
毛果苞序葶苈（学名：Draba ladyginii var. trichocarpa）是十字花科葶苈属苞序葶苈的变种。分布在中国大陆的甘肃、陕西等地，生长于海拔3,500米至3,900米的地区，一般生于高山岩石隙间，目前尚未由人工引种栽培。

## 别名
毛线果葶苈（秦岭植物志）